# Fiú 200 méteres vegyesúszás a 2010. évi nyári ifjúsági olimpiai játékokon
A 2010. évi nyári ifjúsági olimpiai játékokon az úszás fiú 200 méteres vegyesúszás versenyszámát augusztus 16-án rendezték meg a Singapore Sports Schoolban.

## Előfutamok

### 1. Futam
| H  | P | Név                  | Nemzet          | Idő     | Mj |
| -- | - | -------------------- | --------------- | ------- | -- |
| 1. | 3 | Juan Sequera         | Venezuela       | 2:06.64 |    |
| 2. | 5 | Giorgi Mtvralashvili | Grúzia          | 2:12.70 |    |
| 3. | 4 | Seiji Groome         | Kajmán-szigetek | 2:16.84 |    |

### 2. Futam
| H  | P | Név                            | Nemzet        | Idő     | Mj |
| -- | - | ------------------------------ | ------------- | ------- | -- |
| 1. | 4 | Alexey Atsapkin                | Oroszország   | 2:03.69 | Q  |
| 2. | 6 | Ganesh Pedurand                | Franciaország | 2:04.07 | Q  |
| 3. | 3 | Jakub Maly                     | Ausztria      | 2:04.76 |    |
| 4. | 5 | Szána Zsombor Gyula            | Magyarország  | 2:05.78 |    |
| 5. | 1 | Dmitriy Shvetsov               | Üzbegisztán   | 2:06.94 |    |
| 6. | 2 | Alexis Manacas da Silva Santos | Portugália    | 2:08.38 |    |
| 7. | 7 | Aleksej Koštomaj               | Szlovénia     | 2:10.35 |    |

### 3. Futam
| H  | P | Név                    | Nemzet        | Idő     | Mj  |
| -- | - | ---------------------- | ------------- | ------- | --- |
| 1. | 4 | Kenneth To             | Ausztrália    | 2:02.42 | Q   |
| 2. | 6 | Takahiro Tsutsumi      | Japán         | 2:03.73 | Q   |
| 3. | 3 | Eduardo Solaeche       | Spanyolország | 2:04.06 | Q   |
| 4. | 5 | Nuttapong Ketin        | Thaiföld      | 2:05.62 |     |
| 5. | 2 | Tatsunari Shoda        | Japán         | 2:08.29 |     |
| 6. | 1 | Mans Hjelm             | Svédország    | 2:09.81 |     |
| 7. | 8 | Ahmadreza Jalali       | Irán          | 2:12.43 |     |
|    | 7 | Panajótisz Szamilídisz | Görögország   |         | DNS |

### 4. Futam
| H  | P | Név                 | Nemzet                  | Idő     | Mj |
| -- | - | ------------------- | ----------------------- | ------- | -- |
| 1. | 3 | Chad le Clos        | Dél-afrikai Köztársaság | 2:03.12 | Q  |
| 2. | 2 | Dylan Bosch         | Dél-afrikai Köztársaság | 2:03.20 | Q  |
| 3. | 6 | Yakov Toumarkin     | Izrael                  | 2:04.13 | Q  |
| 4. | 4 | Raphael Stacchiotti | Luxemburg               | 2:04.17 |    |
| 5. | 5 | Simone Geni         | Olaszország             | 2:04.68 |    |
| 6. | 8 | Austin Ringquist    | Egyesült Államok        | 2:06.51 |    |
| 7. | 7 | Sheng Jun Pang      | Szingapúr               | 2:06.65 |    |
| 8. | 1 | Bastien Soret       | Belgium                 | 2:08.80 |    |

## Döntő
| H     | P | Név               | Nemzet                  | Idő     | Mj |
| ----- | - | ----------------- | ----------------------- | ------- | -- |
| Arany | 5 | Chad le Clos      | Dél-afrikai Köztársaság | 2:00.68 |    |
| Ezüst | 4 | Kenneth To        | Ausztrália              | 2:02.51 |    |
| Bronz | 3 | Dylan Bosch       | Dél-afrikai Köztársaság | 2:02.59 |    |
| 4.    | 8 | Yakov Toumarkin   | Izrael                  | 2:03.44 |    |
| 5.    | 6 | Alexey Atsapkin   | Oroszország             | 2:03.66 |    |
| 6.    | 7 | Eduardo Solaeche  | Spanyolország           | 2:04.09 |    |
| 7.    | 1 | Ganesh Pedurand   | Franciaország           | 2:04.21 |    |
| 8.    | 2 | Takahiro Tsutsumi | Japán                   | 2:06.18 |    |

## Fordítás
Ez a szócikk részben vagy egészben  a   Swimming at the 2010 Summer Youth Olympics – Boys' 200 metre individual medley című angol Wikipédia-szócikk fordításán alapul.  Az eredeti cikk szerkesztőit annak laptörténete sorolja fel. Ez a jelzés csupán a megfogalmazás eredetét és a szerzői jogokat jelzi, nem szolgál a cikkben szereplő információk forrásmegjelöléseként.